# یک فیلم صربستانی
یک فیلم صربستانی (صربی: Српски филм/Srpski film) یک فیلم ترسناک بهره‌کشی صربستانی است که در سال ۲۰۱۰ منتشر شد. این فیلم تجربیات پورن‌استاری که از نظر مالی مشکل دارد را روایت می‌کند که موافقت می‌کند در یک «فیلم هنری» حضور داشته باشد، اما متوجه می‌شود که او را در فیلمی اسناف با مضامین میل جنسی به کودکان و مرده‌خواهی دعوت کرده‌اند.
این فیلم در اولین نمایش به دلیل خشونت صریح و محتوای جنسی خود مورد توجه و بحث و جدل بسیار زیادی قرار گرفت و در چندین کشور از جمله فیلیپین، اسپانیا، استرالیا، نیوزیلند، مالزی و نروژ توقیف و به‌طور موقت از نمایش در برزیل منع شد. یک فیلم صربستانی به‌طور گسترده توسط بسیاری به‌عنوان منزجر کننده‌ترین فیلم تمام دوران در نظر گرفته می‌شود که در ۴۶ کشور ممنوع و توقیف گردید.

## داستان
فیلم در مورد مرد پورن استار میانسالی است که خود را بازنشسته کرده و همراه پسر و زن خود زندگی عاشقانه و متوسطی دارند. روزی کارگردانی، پیشنهادی وسوسه انگیزی به مرد می‌دهد؛ با این شرط که بدون اطلاع از فیلمنامه قرارداد را امضا کند. مرد با برادر خود که پلیس است در مورد کارگردان صحبت می‌کند، کارگردان متخصص روان‌شناسی کودکان آسیب دیده‌است و هیچ سابقه ای ندارد. ولی فیلمبرداری که شروع می‌شود مرد متوجه وجود کودکان در فیلم می‌شود و خود را کنار می‌کشد ولی کارگردان از قربانی بودن افراد جامعه صحبت می‌کند و وقتی مرد قبول نمی‌کند، توطئه می‌کند و با خوراندن هورمون جنسی گاو به مرد باعث رقم زدن صحنه‌های وحشتناک می‌شود؛ از جمله تجاوز و سپس مرتکب قتل مادری می‌شود، که فرزند خود را برای رابطه جنسی و پول در جامعه رها کرده‌است یا رابطه با نوزادان در بدو تولد یا مادر بزرگی که نوه خود را برای پول به مرد پیشنهاد می‌دهد.